# Andy Wallace (Musikproduzent)
Andy Wallace (* 1947) ist ein US-amerikanischer Musikproduzent und Toningenieur. Er wurde 1999 mit einem Grammy Award ausgezeichnet.

## Werk
Andy Wallace schaffte 1986 den Durchbruch mit der Produktion des Run-D.M.C./Aerosmith-Songs Walk This Way. Im gleichen Jahr mischte er in Zusammenarbeit mit Rick Rubin Slayers Reign in Blood ab.
In der Folge arbeitete er, anfangs weiter gemeinsam mit Rubin, für bekannte Künstler wie The Cult, Prince, Bruce Springsteen, Sepultura, Nirvana, White Zombie, Jeff Buckley, Faith No More, Rollins Band, Rush, Alice Cooper, Bernard Butler, Bad Religion, Rage Against the Machine, Front 242, Alabama 3, Linkin Park, Trapt, Foo Fighters, Silverchair, At the Drive-In, Staind, Sevendust, Blind Melon, System of a Down, Phish, Skunk Anansie, A Perfect Circle, Limp Bizkit, Disturbed, Paul McCartney, The Cribs, Atreyu, Avenged Sevenfold und viele weitere.
Mit Stand 2005 wurden weltweit etwa 80 Millionen Alben verkauft, die unter Beteiligung von Wallace entstanden. Wallace hat seine Tätigkeit seit Mitte der 1990er bewusst zunehmend von der Produktion zum reinen Abmischen von Alben verlagert.
1999 erhielt Andy Wallace einen Grammy für das "Best Engineered Album, Non-Classical", gemeinsam mit Tchad Blake und Trina Shoemaker für die Arbeit an Sheryl Crows Album The Globe Sessions.

## Diskografie (Auswahl)
(P – Produktion, M – Mix, E – Engineering)
- Slayer – Reign in Blood (1986) E/M
- The Cult – Electric (1987) E/M
- Slayer – South of Heaven (1988) E/M
- New Model Army – Thunder and Consolation (1989) M
- Slayer – Seasons in the Abyss (1990) P/M
- Sepultura – Arise (1991) M
- Nirvana – Nevermind (1991) M
- Rollins Band – The End of Silence (1992) P
- White Zombie – La Sexorcisto: Devil Music, Vol. 1 (1992) P/E/M
- Sonic Youth – Dirty (1992) M
- Rage Against the Machine – Rage Against the Machine (1992) M
- Ned’s Atomic Dustbin – Are You Normal? (1992) P/E/M
- Galactic Cowboys – Space in Your Face (1993) M
- Sepultura – Chaos A.D. (1993) P/M
- Toadies – Rubberneck (1994) M
- Bad Religion – Stranger Than Fiction (1994) P
- Jeff Buckley – Grace (1994) P/E/M
- Shudder To Think – Pony Express Record (1994) M
- Faith No More – King for a Day… Fool for a Lifetime (1995) P/M
- Blind Melon – Soup (1995) P
- Rancid – …And Out Come the Wolves (1995) M
- Seaweed – Spanaway (1995) M
- Front 242 – 06:21:03:11 Up Evil M
- Sepultura – Roots (1996) M
- Nirvana – From the Muddy Banks of the Wishkah (1996) M
- Rage Against the Machine – Evil Empire (1996) M
- Silverchair – Freak Show (1997) M
- Soulfly – Soulfly (1998) M
- Bernard Butler – Friends and Lovers (1999) M
- Atari Teenage Riot – 60 Second Wipeout (1999) M
- Feeder – Yesterday Went Too Soon (1999) M
- Foo Fighters – There Is Nothing Left to Lose (1999) M
- Sevendust – Home (1999) M
- Skunk Anansie – Post Orgasmic Chill (1999) P/M
- Toadies – Hell Below / Stars Above (2000) M
- At the Drive-In – Relationship of Command (2000) M
- System of a Down – Toxicity (2001) M
- Slipknot – Iowa (2001) M
- Stereophonics – Just Enough Education to Perform (2001) M
- Natalie Imbruglia – White Lilies Island (2001) M
- Oleander – Unwind (2001) M
- Fenix*TX – Lechuza (2001) M
- System of a Down – Steal This Album! (2002) M
- Chevelle – Wonder What’s Next (2002) M
- Korn – Untouchables (2002) M
- Linkin Park – Hybrid Theory (2001) M
- The Distillers – Coral Fang (2003) M
- Linkin Park – Meteora (2003) M
- A Perfect Circle – Thirteenth Step (2003) M
- Blink-182 – Blink-182 (2003) M (4, 5, 8, 11)
- Patti Smith – Trampin’ (2004) E
- System of a Down – Mezmerize und Hypnotize (2004/2005) M
- Avenged Sevenfold – City of Evil (2005) M
- Coheed and Cambria – Good Apollo, I’m Burning Star IV, Volume One: From Fear Through the Eyes of Madness (2005) M
- Dashboard Confessional – Dusk and Summer (2006) M
- Kasabian – Empire (2006) M
- Elefant – The Black Magic Show (2006) M
- From First to Last – Heroine (2006) M
- Biffy Clyro – Puzzle (2007) M
- Good Charlotte – Good Morning Revival (2007) E/M
- Avenged Sevenfold – Avenged Sevenfold (2007) M
- Paul McCartney – Memory Almost Full (2007) M
- Atreyu – Lead Sails Paper Anchor (2007) M
- The Cribs – Men’s Needs, Women’s Needs, Whatever (2007) M
- Kelly Clarkson – My December (2007) M
- Airbourne – Runnin’ Wild (2007) M
- Shiny Toy Guns – Season of Poison (2008) M
- Kaiser Chiefs – Off With Their Heads (2008) M
- Gallows – Grey Britain (2009) M
- Biffy Clyro – Only Revolutions (2009) M
- Kashmir – Trespassers (2010) P
- Avenged Sevenfold – Nightmare (2010) M
- Linkin Park – The Hunting Party (2014) M
- Ghost B.C. – Meliora (2015) M